# Sentinel (Fahrzeug)
Sentinel war die gebräuchliche Bezeichnung für dampfgetriebene LKW aus den 1920er Jahren. Der Name leitet sich von einem der Herstellerunternehmen ab.

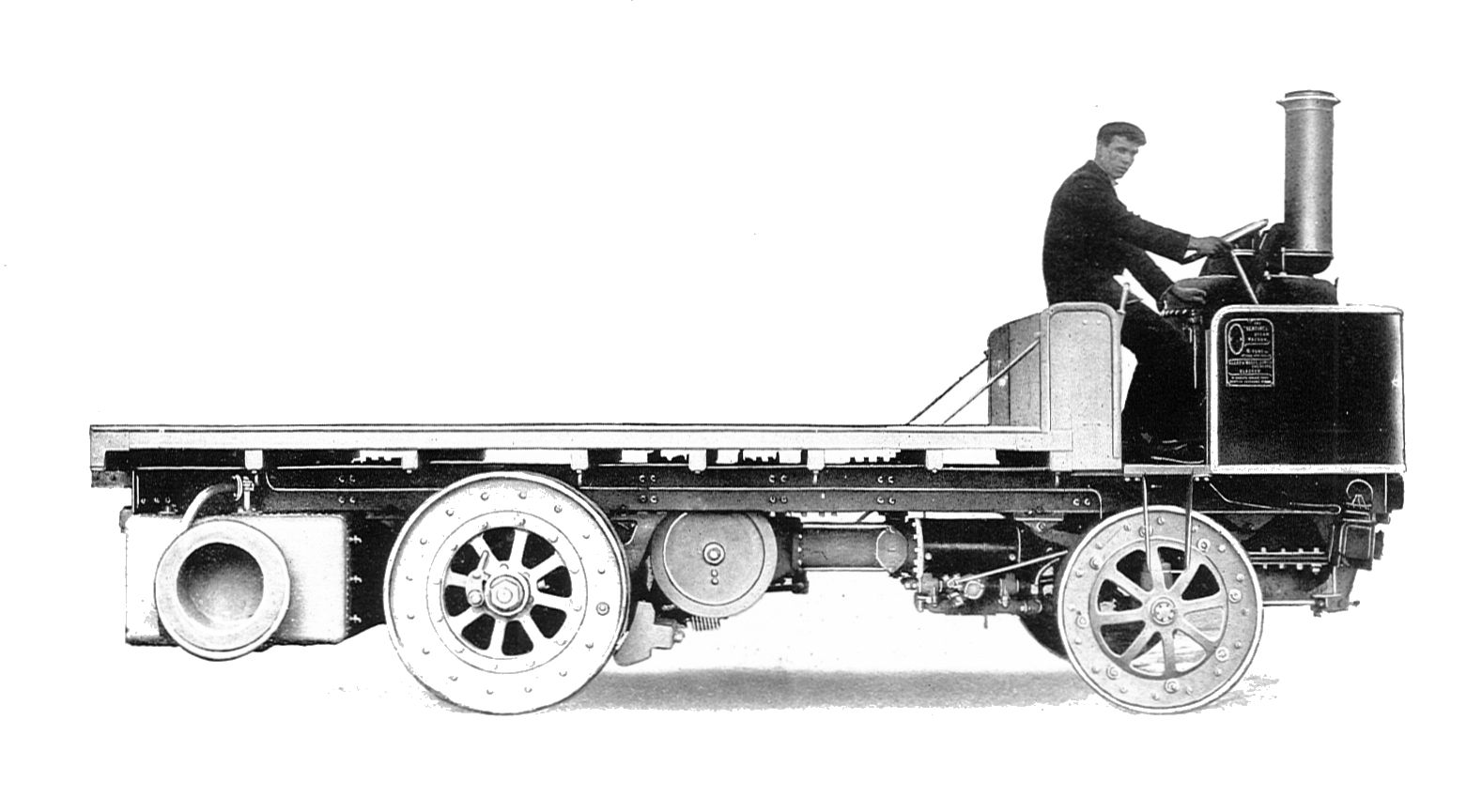
Katalogillustration eines „Sentinel Standard“ um 1905

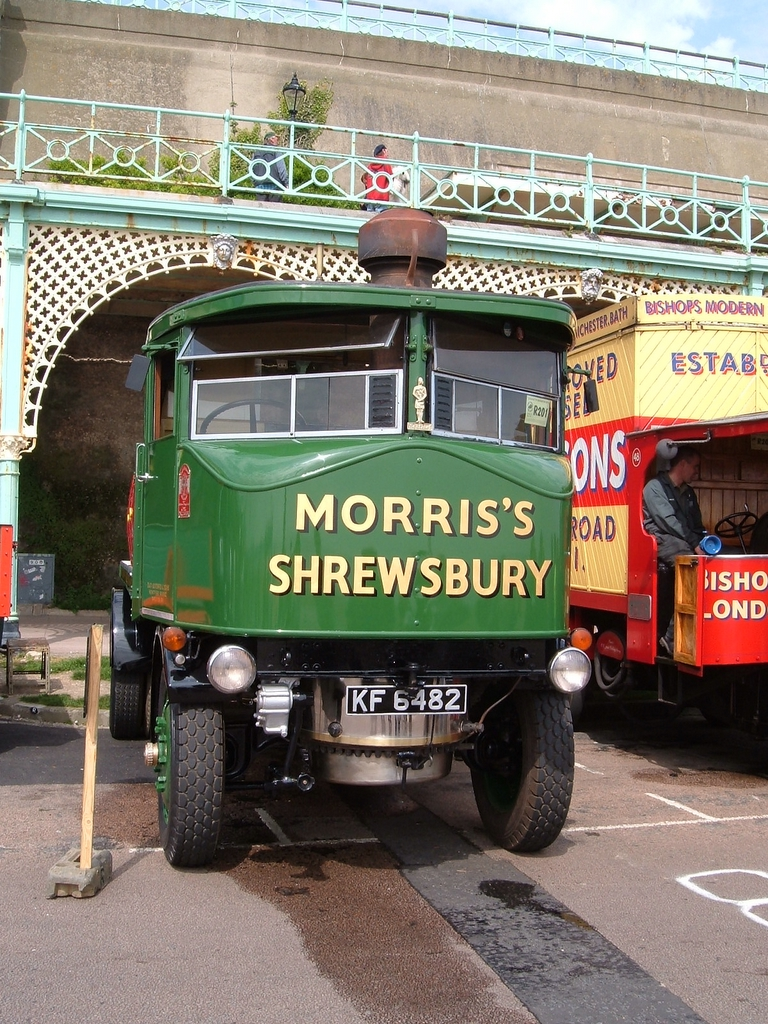
Restaurierter Sentinel DG 4 (1931)

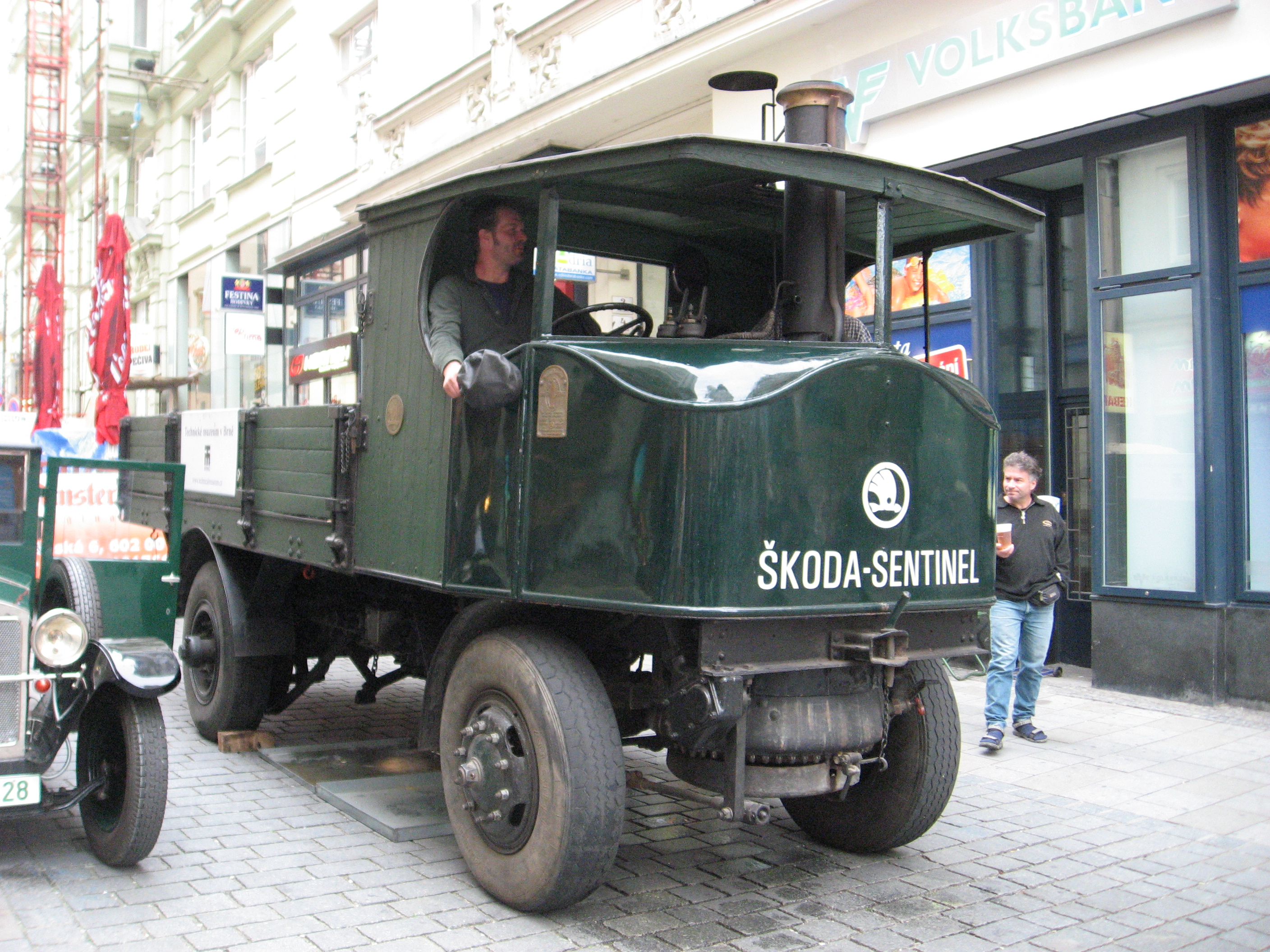
Škoda Sentinel (1924–1935)

Hergestellt wurden sie von den Unternehmen Sentinel Waggon Works Ltd., Shrewsbury, England sowie Richard Garrett & Sons, Leiston, Suffolk in Großbritannien und auf dem europäischen Kontinent (in Lizenz von Sentinel) von Škoda in Plzeň. Entwickelt wurden sie in den Sentinel Works im schottischen Glasgow, wurden dort jedoch nie produziert.
Sie zeichneten sich durch enorme Robustheit und niedrige Betriebskosten aus. Aufgrund der großen Elastizität des Dampfmotors waren sie auch für schweren Betrieb im Gelände und auf Baustellen geeignet. Der Nachteil war ihre geringe Reichweite: Der Treibstoff musste nach 40 km, das Wasser (bei voller Leistung) bereits nach 25 km nachgetankt werden. Ein Kaltstart dauerte 30 Minuten.
Es wurden sehr viele Aufbauvarianten gebaut. Einige Exemplare waren bis in die 1950er Jahre in Betrieb. Der Dampfwagen von Garrett hatte ähnliche Parameter, der Motor war jedoch etwas kleiner, drehte aber bis zu 800 min−1 und hatte ein Zweiganggetriebe.

## Technische Daten des meistgebauten Modells
- Eigengewicht (vollgetankt): etwa 8 Tonnen
- Zuladung: 4–6 Tonnen
- Motor: Liegender Zweizylinder zwischen den Achsen, Bohrung 170 mm, Hub 230 mm
- Leistung: 70 PS bei 250 min−1 und 19 bar Dampfdruck
- Höchstgeschwindigkeit: 25 km/h
- Treibstoff: Kohle, Koks, Briketts, Holzkohle, Holz; es gab auch Ölvarianten
- Tankvolumen: 300 kg Kohle, 800 Liter Wasser
- Verbrauch: 4–5 kg Kohle und 30 Liter Wasser pro km
- Reichweite: 40 km bei 15 km/h
- Kraftübertragung: 2 Gliederketten auf Hinterräder
- Bremsen: Je zwei Backenpaare in den Hinterrädern (je eines für Fuß- und Handbetätigung). Für das Parken im Hang war eine ausklappbare „Anker“-Stütze vorhanden
- Reifen: Vollgummi, vorne D = 900/720 mm × 180 mm Breite, hinten Zwillingsräder D = 1050/850 mm × 180 mm Breite